# 中坝乡 (攀枝花市)
中坝乡，是中华人民共和国四川省攀枝花市仁和区下辖的一个乡镇级行政单位。

## 行政区划
中坝乡下辖以下地区：
中坝社区村、大纸房村、学房村和团山村。